# William Donne
William Stephens Donne (Wincanton, Somerset, 2 d'abril de 1875 – Castle Cary, 24 de març de 1934) va ser un jugador de criquet anglès, que va competir a cavall del segle xix i el segle xx. El 1900 va prendre part en els Jocs Olímpics de París, on guanyà la medalla d'or en la competició de Criquet a XII com a integrant de l'equip britànic.
El 1902 passà a ser el representant de Somerset a la Rugby Football Union (RFU), entitat que dirigí entre 1924 i 1925. Durant la Primera Guerra Mundial va lluitar al cos d'infanteria lleugera.